# Gold Country

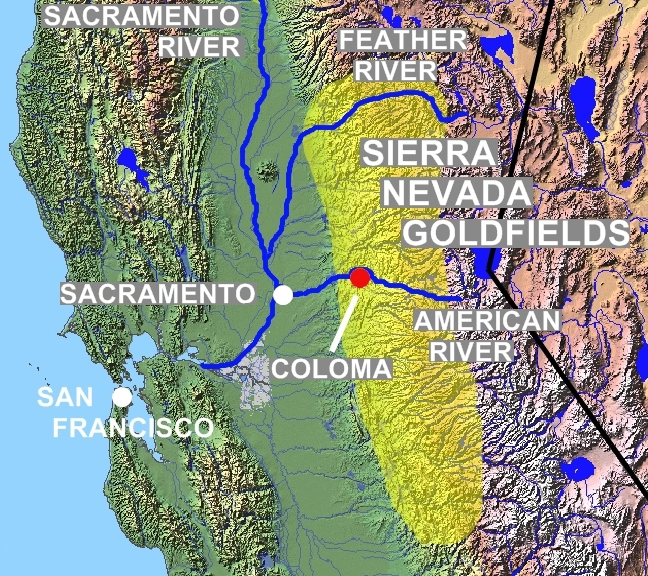
Mapa de la región aurífera de Sierra Nevada

El Gold Country  (también conocido como Mother Lode Country ) es una región histórica al norte del estado estadounidense de California, que se encuentra principalmente en la vertiente occidental de la Sierra Nevada. Es famoso por los depósitos minerales y las minas de oro que atrajeron oleadas de inmigrantes, conocidos como los 49ers, durante la fiebre del oro de California de 1849.

## Historia
Al descubrirse oro por primera vez el 24 de enero de 1848 en Sutter's Mill, mucha gente migró de todo el mundo para buscarlo. La migración a California también trajo consigo enfermedades y violencia. Había 500 campamentos mineros de los cuales 300 aún no están documentados. Entre 1849 y 1855 se extrajeron 400 millones de dólares en oro  En 1942 la mayoría de las minas cerraron debido a la Segunda Guerra Mundial. El transporte en el Gold Country creció rápidamente debido a la fiebre del oro. El primer ferrocarril de California, diseñado por Theodore Judah, fue inaugurado en febrero de 1856 entre Sacramento y Folsom. En 1860 había 250 compañías de diligencias.

### Eventos importantes por condado

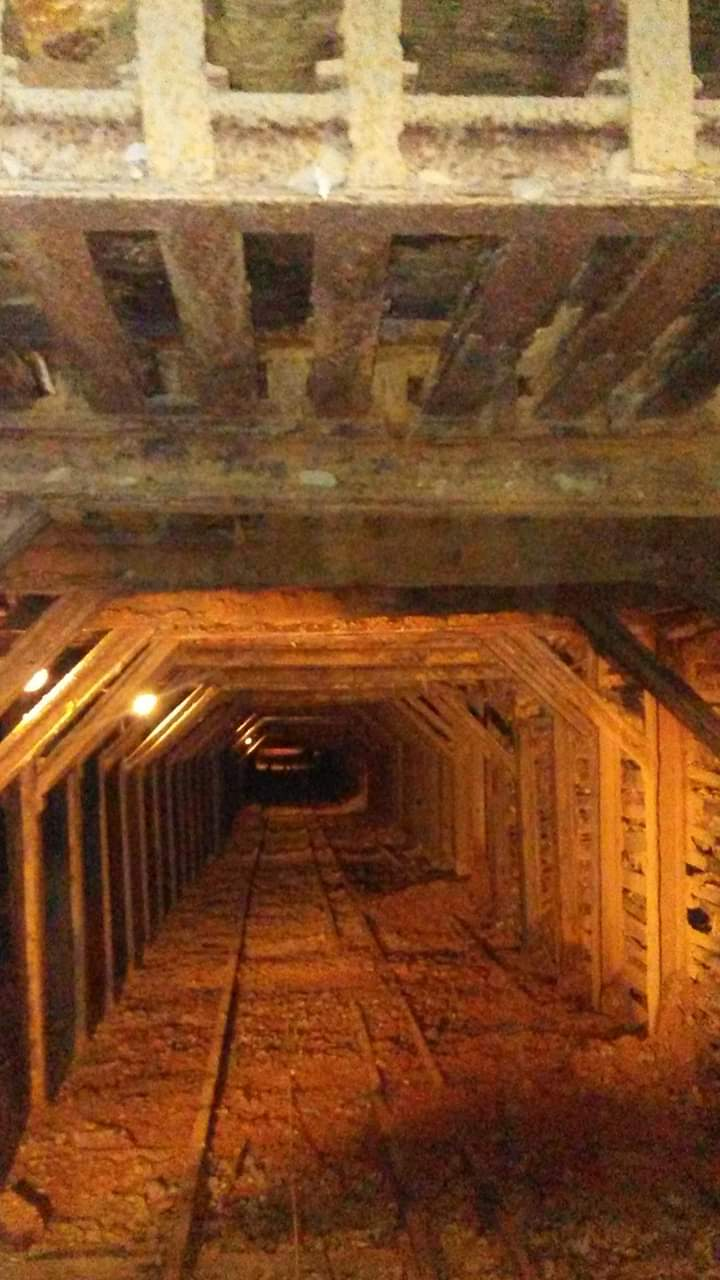
Mirando hacia el pozo de la mina Empire en Grass Valley, California

- Condado de Amador – En el momento de la Fiebre del Oro, la Mina Kennedy era la más profunda del mundo a 5.919 pies. La mina Argonaut estuvo activa desde 1850 hasta 1942. En 1922 hubo un incendio en la zona y 47 hombres quedaron atrapados en la mina y murieron. Esta mina se cerró debido a la Segunda Guerra Mundial.[5]
- El condado de Butte – en Cherokee se encontró oro entre 1860 y 1870. Además fue el primer lugar donde aparecieron diamantes en los Estados Unidos en 1864. En Oroville, donde John Bidwell encontró oro en abril de 1848, se estableció un templo chino en 1863. Los inmigrantes chinos trabajaron en los ferrocarriles y en las minas de la zona.[5]
- Condado de Calaveras – Este condado fue conocido por la mayor pepita de oro encontrada en los Estados Unidos. Pesando 195 libras, la pepita fue encontrada en Carson Hill. En Copperópolis, se encontraron 72 millones de dólares de cobre. Muchas de las minas de cobre en esta zona abastecieron a los ejércitos de la Unión necesidades en la Guerra Civil. En 1856 se construyó el Hotel Mitchler. Black Bart se alojó en este hotel muchas veces.[5]
- El Dorado County – Este condado es la clave para el Gold Country. Aquí es donde el oro fue descubierto en 1848 por James Marshall en el molino de Sutter.[1] La pepita de 13.8 libras Fricot Nugget se encontró en Spanish Dry Diggings. El fuerte de Sutter fue destruido por todas las personas que vinieron aquí durante la Fiebre del Oro.[6]
- Condado de Mariposa – Ubicado en la parte sur de la Ruta Estatal de California 49. Este condado es conocido por la fábrica de Ghirardelli fechada entre 1855 y 1858. Una de las minas del condado de Mariposa fue la mina de Princetown, que sacó $5 millones en oro.[5]
- Condado de Nevada – De este condado se extrajeron la mayor cantidad de oro un total de 440 millones de dólares. El Holbrooke Hotel es uno de los más antiguos que aún opera. Fue construido en 1851. Empire Mine era una mina bien conocida en la zona, que ahora es un parque estatal. Esta mina se extiende a 200 millas bajo tierra. Esta mina todavía estaba en funcionamiento después de la guerra. Se extrajeron 100 millones de dólares de oro. El ferrocarril de ancho estrecho del condado de Nevada se construyó en 1876. Este ferrocarril permitió un viaje más rápido entre Grass Valley y Nevada City. Fue cerrado en 1942. En 1851 en North Bloomfield muchas minas producían altos volúmenes de oro, pero murieron en 1853. Malakoff Diggings era conocido por su minería hidráulica en auge.[5]
- El condado de Placer – en Auburn se descubrió oro en mayo de 1848.[7]Colfax era conocido por ser una estación principal para suministros del Ferrocarril del Pacífico Central. Gran parte de la zona era conocida por el cuarzo. Se encontraron alrededor de $2 millones en cuarzo. El condado fue conocido por el ladrón "Rattlesnake Dick" en 1850.[8]
- El condado de Plumas – oro fue encontrado por primera vez en este condado en Rabbit Creek. Se sacaron 60 millones de dólares en la zona de La Porte. John Bidwell lo descubrió por primera en el río de las Plumas (Oroville), en abril de 1848. El rancho español tuvo más de 100 millones de dólares en oro. En Crescent Mills encontraron una veta de 20 pies de espesor.[5]

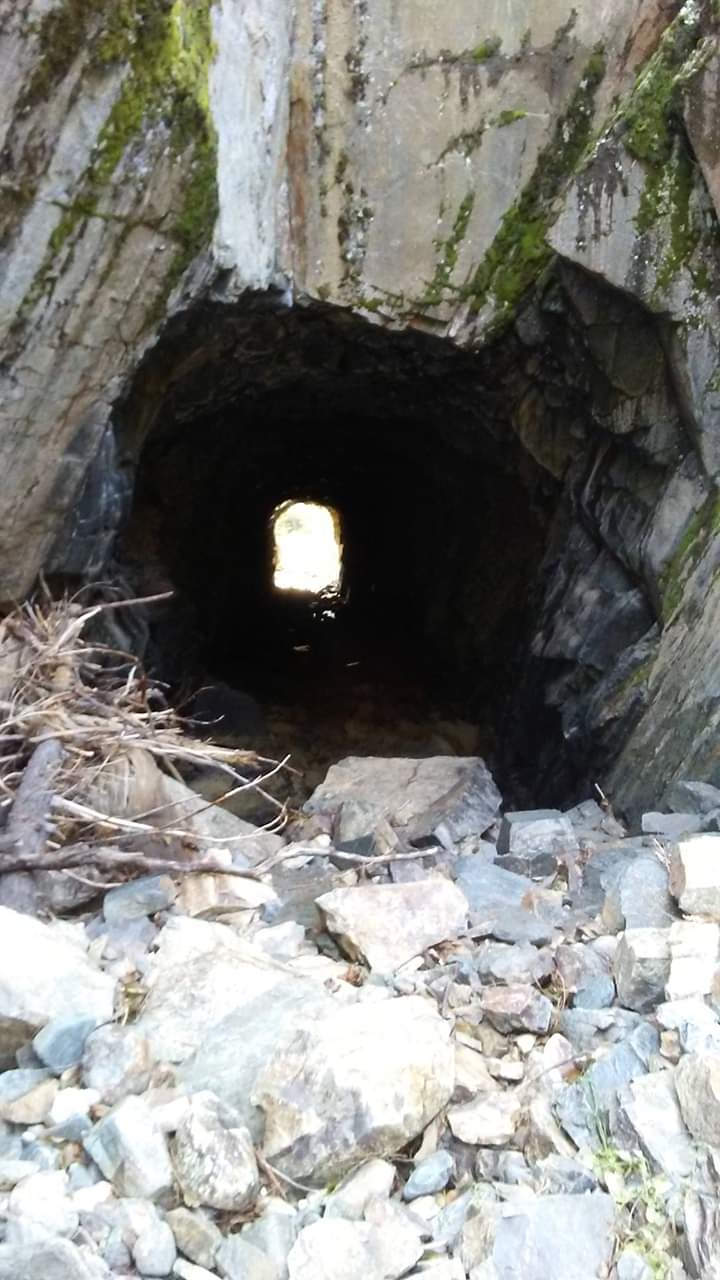
Un agujero en la montaña de La Porte, California, que alguna vez se utilizó para desviar agua de Slate Creek

- El condado de Sierra – Alleghany era conocido por una pepita de oro de 163 libras. La mina estuvo cerrada durante la guerra, pero volvió a abrirse en 1965. Esta mina todavía se explota ocasionalmente hoy en día. En 1992 se extrajeron 70.000 dólares. El 14 de septiembre de 1849 se encontró oro por primera vez en el río Yuba en Downieville. La historia de una pepita de 427 libras encontrada cerca de allí no está verificada.[9][10] En Howland Flat y Poker Flat se utilizó la minería hidráulica en la década de 1850. Sólo de Poker Flat salieron 700.000 dólares en oro.[5]
- Condado de Tuolumne : Knights Ferry tenía el puente cubierto más grande de la costa oeste que databa de 1862. En Jamestown encontraron una pepita de oro de 75 libras. La Casa del Ferrocarril Sierra fue construida en 1897. Era un sitio popular para filmar películas. De la mina Eagle Shawmut se extrajeron 7,4 millones de dólares.[5]
- Condado de Yuba : Este condado era conocido por el dragado de ríos, molinos, minería hidráulica y sus numerosos pueblitos. La mayoría de las ciudades se construyeron alrededor de senderos. Proporcionaron hoteles, tiendas y bares para los recién llegados. Tenían una de las dragas más grandes de la historia, en un momento dado, en el río Yuba. Se extrajeron 4,8 millones de onzas de oro.[5] Black Bart era conocido en esta zona por robar las diligencias de Wells Fargo que venían de La Porte. Colgate Powerhouse entró en funcionamiento por primera vez en 1899. Suministró energía a Sacramento y Oroville.[8] Una de las ciudades más famosas del condado de Yuba fue Camptonville. El primer descubrimiento de oro en esta ciudad se produjo en el año 1850. La zona debajo de la ciudad era tan rica en oro que trasladaron la ciudad para llegar hasta allí.[5] Marysville era un centro de transporte del oro que se enviaba a San Francisco. Millones de dólares en oro llegaron a través de Marysville, una de las ciudades más grandes de California en ese momento.[11]

## Geología
El Gold Country yace al occidente de la Sierra Nevada, extendiéndose hasta el Valle de Sacramento. La geología más antigua en California se puede encontrar a lo largo de las partes orientales de esta región, cercanas a las cumbres de Sierra Nevada, que se formaron hace 100 millones de años. Está formada por un antiguo fondo marino y porciones de islas que se agregaron al borde occidental de Norteamérica durante el Paleozoico tardío, hace 275 millones de años. Las secciones occidentales de Mother Lode son más jóvenes, datando del Mesozoico medio, hace unos 150 millones; consistiendo en material que se solidificó en el fondo del océano hasta la plataforma continental. Intrusiones masivas de granito se abrieron paso. Después de que diez millas de material suprayacente se erosionaran durante los últimos 70 millones, se hicieron visibles en toda Sierra Nevada. Durante los últimos 50 millones de años, los ríos y los volcanes depositaron materiales que se acumularon en capas gruesas halladas en la cima de muchas de las estribaciones de Sierra Nevada.

## Clima
Esta parte de California posee un clima mediterráneo similar al de la Península ibérica, lo que hace que los principales cultivos sean los viñedos lo que sostiene la industria de la región.
Hay más de 100 licorerías en todo el Gold Country. Los inviernos son frescos y húmedos, con nevadas ocasionales, especialmente en las elevaciones más altas de las zonas orientales y las laderas de las montañas de Sierra Nevada. Las temperaturas invernales oscilan entre los veinte y los cincuenta grados bajo cero. Los veranos son secos y calurosos, con altas temperaturas que alcanzan los treinta o cuarenta grados. La precipitación media anual es de alrededor de 30 pulgadas (76,2 cm). En Sierra Nevada se construyeron muchas presas para retener agua. La gente de California depende del agua que proviene de las montañas de Sierra Nevada.

## Transporte
La Ruta Estatal 49 de California es la carretera principal que atraviesa la región de norte a sur y pasa por varios distritos mineros históricos. Las principales carreteras que recorren el este al oeste del Gold Country incluyen la Interestatal 80 y la Ruta 50 de EE. UU.
Dos rutas ferroviarias de Amtrak atraviesan la zona. El extremo oriental del Corredor del Capitolio está en Auburn. El California Zephyr realiza una escala en Colfax.

## Condados y ciudades
Condados y ciudades que forman parte del Gold Country:
- Amador County
  - Amador City
  - Butte City
  - Drytown
  - Fiddletown
  - Ione
  - Jackson
  - Sutter Creek
  - Plymouth
  - Volcano
- Butte County
  - Bangor
  - Cherokee
  - Forbestown
  - Honcut
  - Magalia
  - Oroville
  - Paradise
- Calaveras Country
  - Arnold
  - Angels Camp
  - Camanche
  - Carson Hill
  - Copperopolis
  - Murphys
  - San Andreas
  - Valley Springs
- El Dorado County
  - Cameron Park
  - Camino
  - Coloma
  - Diamond Springs
  - El Dorado
  - El Dorado Hills
  - Georgetown
  - Lotus
  - Mount Aukum
  - Placerville
  - Pleasant Valley
  - Pollock Pines
  - Rescue
  - Shingle Springs
  - Somerset
- Mariposa County
  - Mariposa
- Nevada County
  - French Corral
  - Grass Valley
  - Nevada City
  - North Bloomfield
  - Smartsville
  - Timbuctoo
  - Relief Hill
  - Rough and Ready
  - Washington
- Placer County
  - Auburn
  - Colfax
  - Foresthill
  - Meadow Vista
  - Newcastle
- Plumas County
  - Spanish Ranch
- Sacramento County
  - Folsom
- Sierra County
  - Alleghany
  - Downieville
- Tuolumne County
  - Columbia
  - Groveland-Big Oak Flat
  - Knights Ferry
  - Jamestown
  - Sonora
- Yuba County
  - Camptonville
  - Clipper Mills
  - Dobbins
  - Marysville
  - Strawberry Valley
  - Oregon House
  - Woodleaf